# Łąki koło Kasiny Wielkiej
Łąki koło Kasiny Wielkiej (PLH120082) – specjalny obszar ochrony siedlisk, aktualnie obszar mający znaczenie dla Wspólnoty, położony w Beskidzie Wyspowym, na terenie gminy wiejskiej Mszana Dolna, między Kasiną Wielką a Mszaną Dolną w województwie małopolskim. Obejmuje trzy osobne, niewielkie kompleksy łąk o łącznej powierzchni 24,36 ha. Większość (84,14%) terytorium obszaru leży w granicach Południowomałopolskiego Obszaru Chronionego Krajobrazu.
W obszarze podlegają ochronie dwa typy siedlisk z załącznika I dyrektywy siedliskowej:
- zmiennowilgotne łąki trzęślicowe (Molinion)[1],
- niżowe i górskie świeże łąki użytkowane ekstensywnie (Arrhenatherion elatioris)[1].